# Dommaraju Gukesh

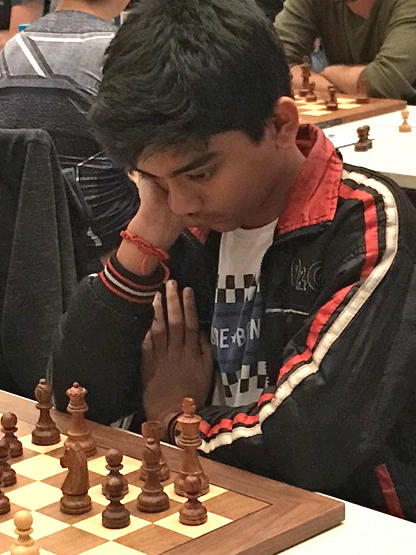
Dommaraju Gukesh in 2019

Dommaraju Gukesh (Chennai, 29 mei 2006), ook bekend als Gukesh D, is een schaker uit India. Hij is sinds maart 2019 grootmeester. Als wonderkind was hij de op twee na jongste persoon in de geschiedenis die deze titel behaalde. Hij werd op 16 oktober 2022, op 16-jarige leeftijd, de jongste speler ooit die een partij won van de wereldkampioen op dat moment, van Magnus Carlsen. Dit gebeurde in een partij tijdens het Aimchess-rapidtoernooi.
Hij werd op 12 december 2024 de jongste wereldkampioen schaken ooit, door Ding Liren te verslaan.

## Levensloop

### Beginjaren
Gukesh werd op 29 mei 2006 in Chennai geboren, een stad aan de kust in het zuidoosten van India. Zijn vader, Rajnikanth, is een keel-neus-oorarts, en zijn moeder, Padma, is een microbioloog. Hij leerde op zevenjarige leeftijd  schaken en studeert in Velammal Vidyalaya, Mel Ayanambakkam, Chennai.

### Schaakcarrière
Gukesh won in 2015 het Schaakkampioenschap van Aziatische scholen in de categorie tot 9 jaar, en het Wereldkampioenschap schaken voor jeugd in 2018 in de categorie tot 12 jaar.  Ook won hij in 2018 vijf gouden medailles op het Aziatisch schaakkampioenschap voor jeugd: in de categorieën rapidschaak en blitzschaak voor spelers tot 12 jaar, rapidteams en blitzteams voor spelers tot 12 jaar, en individueel "klassiek" schaken voor spelers tot 12 jaar. In maart 2018 haalde hij zijn laatste norm voor de titel Internationaal Meester (IM) op het 34e Open toernooi in Cappelle-la-Grande.
Gukesh passeerde bijna Sergey Karjakin als jongste grootmeester ooit, maar Karjakin was 17 dagen jonger toen hij GM werd. Op 15 januari 2019 werd hij de op één na jongste GM in de geschiedenis, op de leeftijd van 12 jaar, 7 maanden en 17 dagen. In juni 2021 won hij de Julius Baer Challengers Tour met 14 pt. uit 19. In augustus 2022 nam hij met het tweede Indiase team deel aan de 44e Schaakolympiade. Hij begon met de score 8 pt. uit 8, en zorgde er mede voor dat in de achtste match India-2 won tegen het team van de VS, dat de hoogste ranking had. Zijn eindscore was 9 pt. uit 11, een performance van 2867 Elo, waarmee hij aan het eerste bord een individuele gouden medaille behaalde. 
Op 16 oktober 2022 won Gukesh zijn partij tegen regerend wereldkampioen Magnus Carlsen in het Aimchess-rapidtoernooi. Geen jongere speler voor hem won van Carlsen sinds hij wereldkampioen was.
In oktober 2022 was zijn Elo-rating 2732 en was hij nummer 18 van de wereld. 
In februari 2023 nam Gukesh deel aan de eerste editie van het WR Masters-toernooi in Düsseldorf, waar hij met 5½ pt. uit 10 gedeeld eerste werd met Levon Aronian en Ian Nepomniachtchi. Vanwege de tiebreak-score was hij tweede, en won Aronian.
In april 2024 won Gukesh het Kandidatentoernooi. Hij was de jongste winnaar ooit van dat toernooi. Door deze overwinning speelde hij van 20 november tot 12 december 2024 te Singapore het wereldkampioenschap schaken, versloeg de regerende wereldkampioen Ding Liren uit de Volksrepubliek China met 7,5-6,5 en werd zo de jongste wereldkampioen schaken ooit.